# Benedita
Benedita ist eine Gemeinde (Freguesia) im portugiesischen Kreis (Concelho) von Alcobaça. In ihr leben 8480 Einwohner (Stand 19. April 2021).

## Geschichte
Bis zur zweiten Hälfte des 12. Jahrhunderts war das heutige Gebiet dicht bewachsen und unbewohnt. Eine Ortschaft begann sich nur langsam durch erste Siedler zu bilden. 1532 wurde Benedita eine eigenständige Gemeinde. Nachdem landwirtschaftliche Güter, insbesondere Wein und Äpfel die bekanntesten Einkommensquellen der Bewohner waren, erlebte der Ort ab Beginn des 20. Jahrhunderts eine deutliche Entwicklung. Auslöser waren hier entstandene Industriebetriebe, und insbesondere Schuhindustrie und Messerproduktion brachten dem Ort seit den 1950er und verstärkt 1960er Jahren einigen Aufschwung, mit zeitweise über 100 Industriebetrieben. Seit Mitte der 1990er Jahre erlebt die Gemeinde einen industriellen Abschwung.

## Söhne und Töchter
- João Pedro Silva (* 1989), Triathlet